# 理查德·劳恩斯伯里
理查德·劳恩斯伯里（英語：Richard Lounsbery，1882年—1967年）是一位美国商人，出生于纽约州纽约市，以其家族财富建立了理查德·劳恩斯伯里基金会。其基金会是一个慈善组织，主要为新兴科学和教育提供种子基金。